# Guzmania cuzcoensis
Guzmania cuzcoensis là một loài thực vật có hoa trong họ Bromeliaceae. Loài này được L.B.Sm. mô tả khoa học đầu tiên năm 1972.